# Référendum italien de 1974
Un référendum abrogatif d'origine populaire a lieu le 13 mai 1974 en Italie. La population est amenée à se prononcer sur l’abrogation d'une loi autorisant les couples mariés à divorcer.
Le scrutin voit la victoire du Non, près de 60 % des votants s'étant exprimés contre l'abrogation. Le taux de participation de près de 88 % permet par ailleurs au référendum de franchir le quorum de 50 % requis pour être légalement valide. La loi autorisant le divorce reste par conséquent en vigueur.
Il s'agit du premier référendum abrogatif organisé par la république italienne depuis la promulgation de sa constitution 27 ans auparavant. Le rejet de la proposition d'abrogation est alors considéré comme une victoire majeure pour les mouvements soutenant les droits civils et l'anticléricalisme, de même que pour le parti des Radicaux italiens.

## Mise en œuvre
Le scrutin est l'aboutissement d'une initiative populaire. En accord avec l'article 75 de la Constitution de 1947, des citoyens italiens réunissent les signatures d'un minimum de 500 000 électeurs en 90 jours entre le 1er janvier et le 30 septembre de l'année en cours, afin de déclencher l'organisation d'un référendum abrogatif sur une loi existante. Le système d'échelle mobile des salaires était notamment accusé d'entrainer une sur-inflation dommageable pour la monnaie italienne, celle-ci connaissant une inflation de 20 % en moyenne au cours des années précédentes. La loi, votée trois ans auparavant permet alors pour la première fois aux couples italiens de faire légalement prononcer leurs divorce.

## Conditions de validité
Les référendums abrogatifs d'origine populaire sont légalement contraignants. Ils doivent cependant pour être légalement valides réunir la majorité absolue des suffrages exprimés en faveur de l'abrogation, et franchir le quorum de participation de 50 % des inscrits.

## Résultats
| Choix                     | Votes      | %      |  |
| ------------------------- | ---------- | ------ |  |
| Pour                      | 13 157 558 | 40,74  |  |
| Contre                    | 19 138 300 | 59,26  |  |
|                           |            |        |  |
| Votes valides             | 32 295 858 | 97,80  |  |
| Votes blancs et invalides | 727 321    | 2,20   |  |
| Total                     | 33 023 179 | 100    |  |
| Abstention                | 4 623 143  | 12,29  |  |
| Inscrits/Participation    | 37 646 322 | 87,71  |  |
| Quorum de participation   | ✔ 50 %     | ✔ 50 % |  |

Répartition des votants :
| Votes Pour (40,74 %) |  |  | Votes Contre (59,26 %) |
| ▲                    |  |  |                        |
| Majorité absolue     |  |  |                        |

Répartition des inscrits :
| Taux de participation (87,71 %) |  |  | Taux d'abstention (12,29 %) |
| ▲                               |  |  |                             |
| Quorum                          |  |  |                             |